# Otto Beisheim
Otto Beisheim (* 3. Januar 1924 in Vossnacken bei Essen; † 18. Februar 2013 in Rottach-Egern) war ein deutsch-schweizerischer Unternehmer und Mitgründer des Metro-Konzerns. Beisheims Reputation litt in den letzten Lebensjahren stark unter seiner bekannt gewordenen Vergangenheit als Angehöriger der Waffen-SS – konkret der Leibstandarte SS Adolf Hitler (LAH).

## Leben
Beisheim entstammt einfachen Verhältnissen. Nach der Volksschule absolvierte er von 1939 bis 1942 eine kaufmännische Lehre in einer Lederfabrikation in Mülheim an der Ruhr.

### Zweiter Weltkrieg
Im Oktober 1942 trat Beisheim freiwillig der Waffen-SS bei und diente zeitweise als SS-Sturmmann (entspricht Gefreiter) in der SS-Division Leibstandarte Adolf Hitler an der Ostfront. Wie der Bonner Historiker Joachim Scholtyseck in einer 2020 erschienenen detaillierten historischen Studie zur Kindheit und Jugend Beisheims aufzeigt, gibt es keine Hinweise darauf, dass dieser an Kriegsverbrechen der SS beteiligt war. Im Juli 1943 wurde Beisheim bei der Schlacht um Kursk leicht, im Dezember 1943 bei Berdytschiw schwer verletzt. Nach längeren Aufenthalten in verschiedenen Lazaretten erfüllte er ab Juli 1944 verschiedene Stabsfunktionen, bevor er im Mai 1945 in britische Kriegsgefangenschaft geriet. Aus dieser wurde er im März 1946 entlassen.

### Unternehmertätigkeit
Nach dem Zweiten Weltkrieg begann Otto Beisheim seine kaufmännische Laufbahn zunächst bei der Lederfabrik Wilhelm Nebel. Nach mehreren Stationen in Unternehmen der Eisen- und Stahlindustrie arbeitet er ab 1959 bei der Elektrohandels-Firma Stöcker & Reinshagen, deren Prokurist er wurde. Deren Eigentümerfamilie Schell wurde 1964 Mitgesellschafter der von den Duisburger Kaufleuten Wilhelm Schmidt-Ruthenbeck und Ernst Schmidt 1963 in Essen gegründeten Firma Metro AG (Cash and Carry). Der erste Metro-Markt eröffnete im November 1963 in Essen-Vogelheim, Geschäftsführer war von 1963 bis 1970 Walter Vieth. Mit der Eröffnung des zweiten Metro-Marktes in Mülheim an der Ruhr (1964) stieß Otto Beisheim zur Metro und wurde deren Hauptgeschäftsführer. Als 1966/67 durch Vermittlung von Beisheim das Duisburger Traditionsunternehmen Franz Haniel & Cie. als Metro-Gesellschafter gewonnen werden konnte, wurde auch Otto Beisheim Metro-Gesellschafter. Bis zur Gründung der Metro AG firmierte die Gesellschaft als Metro-SB-Großmärkte GmbH & Co. KG. Gesellschafter waren seit 1966/67 zu je einem Drittel-Anteil die Familien Schmidt-Ruthenbeck (Gründer), Haniel und der Alleingeschäftsführer Otto Beisheim. Unter der Leitung von Otto Beisheim hat sich die später als Metro AG firmierende Gesellschaft zu einem der größten Handelskonzerne der Welt entwickelt.
Beisheim erwarb 1990 von Leo Kirch die Rechte an 2500 Filmen und rettete ihn so vor dem Konkurs. Außerdem war Beisheim bis 1995 mit 45 Prozent über seine TEFI AG am TV-Sender Kabelkanal (heutiger Name: Kabel eins) beteiligt.

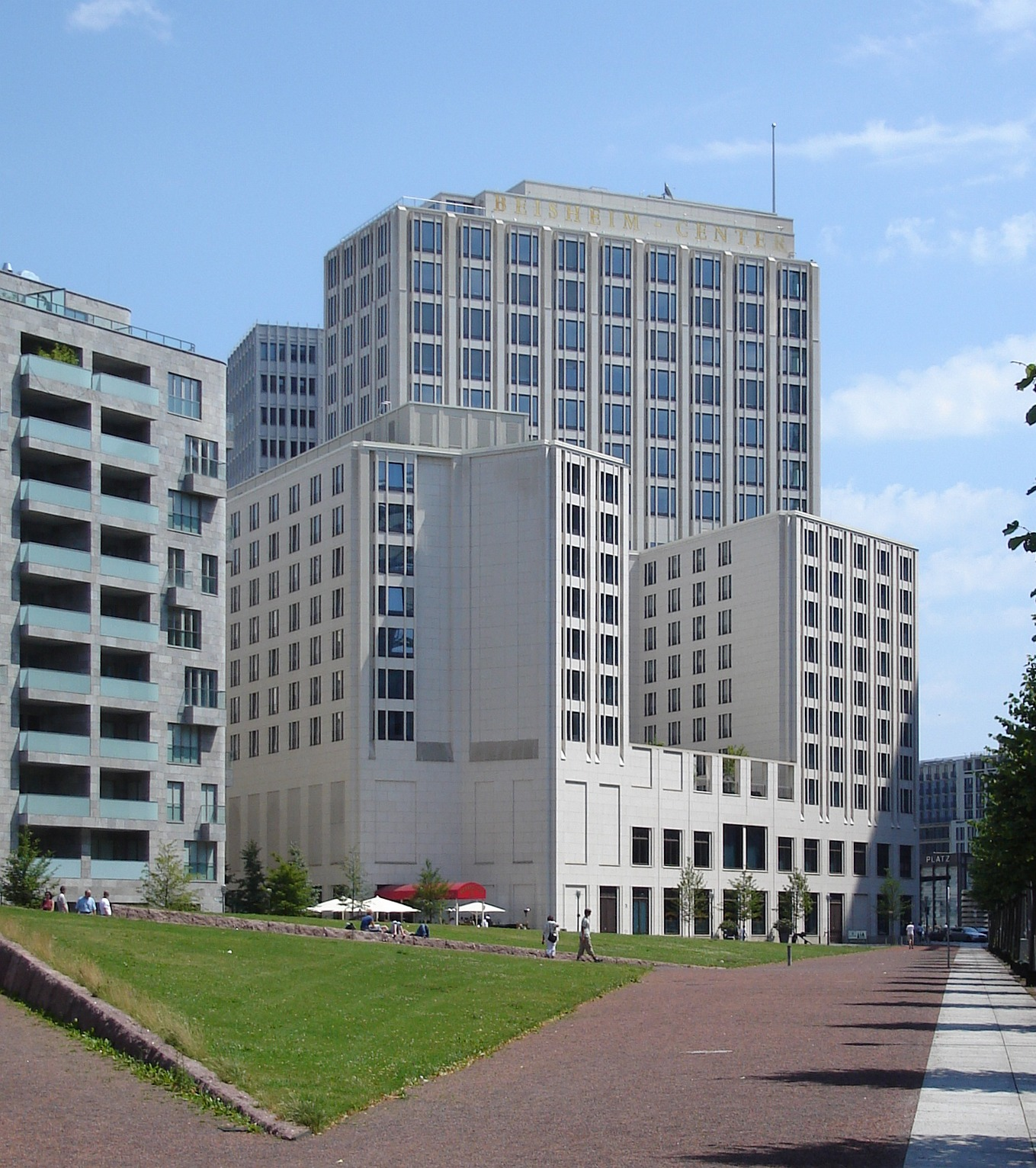
Beisheim-Center am Potsdamer Platz in Berlin

Am 10. Januar 2004 wurde an der Nordwestseite des Potsdamer Platzes in Berlin das Beisheim-Center eingeweiht, das Otto Beisheim für 463 Mio. Euro errichten ließ und in dem sich unter anderem 5-Sterne-Hotels der Ketten Ritz-Carlton und Marriott befinden.
Beisheim gehörten bis zum Börsengang 1996 33,3 %, danach 18,5 % der Metro-Gruppe. Sein Vermögen wurde 2008 auf rund 4,85 Mrd. Euro geschätzt. Am 7. Oktober 2009 teilte Beisheim mit, 5,2 % der Aktien der Metro AG an verschiedene nationale und internationale Investoren veräußert zu haben. Weitere 3,1 % könnten im Rahmen von Kurssicherungsgeschäften veräußert werden. Die Beteiligung der Beisheim-Gruppe an der Metro AG liegt aktuell bei unter 10 %.

### Privates
Otto Beisheim lebte in Baar in der Schweiz, deren Staatsbürgerschaft er 1988 annahm. Einen Zweitwohnsitz hatte Beisheim in Rottach-Egern, einer Gemeinde am Tegernsee. Als sein Winterwohnsitz galt Miami im US-Bundesstaat Florida. Fünfzig Jahre lang war er mit seiner Frau Inge verheiratet, die 1999 starb. Entgegen anderslautender Berichte war Otto Beisheim nicht mit Lise Evers verheiratet. Er litt zuletzt an schweren Depressionen und ist „aufgrund der Hoffnungslosigkeit seiner gesundheitlichen Lage aus dem Leben geschieden“, indem er sich im Badezimmer seiner Villa in Rottach-Egern mit einer Pistole erschoss. Beisheim ist auf dem Friedhof der Auferstehungskirche in Rottach-Egern begraben.

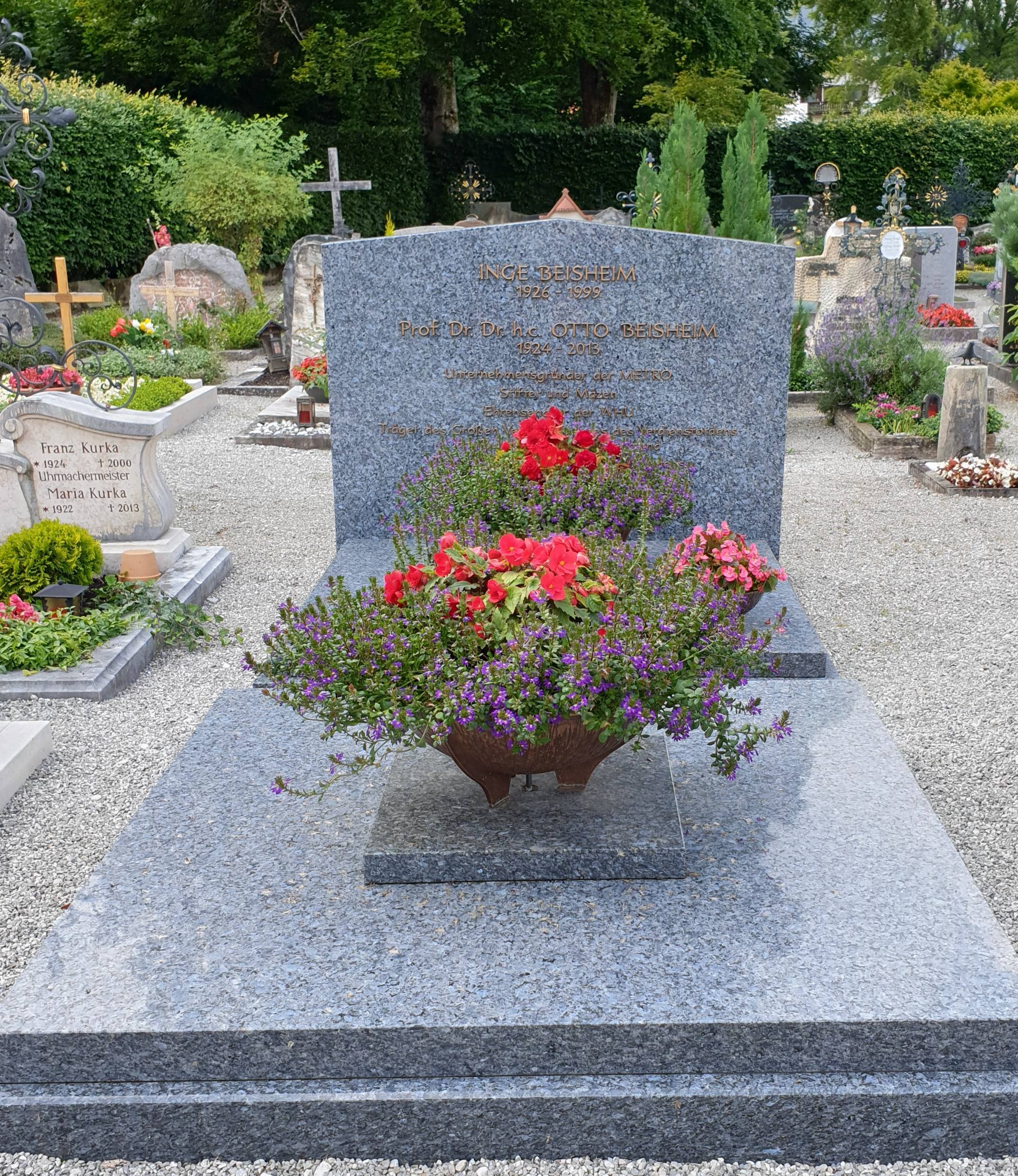
Grabstätte Otto Beisheim, Gemeindefriedhof Rottach-Egern

### Stiftungen
Beisheim betätigte sich als Mäzen, der in der Nähe seines Zweitwohnsitzes in Deutschland mehrere Kindergärten, Rettungswagen und Sportvereine förderte. 2005 wurde Beisheim die Ehrenbürgerwürde aller fünf Talgemeinden am Tegernsee gleichzeitig verliehen. Die beiden namensgleichen Beisheim Stiftungen in Deutschland und der Schweiz sind die Erbinnen des Vermögens Beisheims. Die Stiftungen konzentrieren sich auf die Themenfelder Bildung, Gesundheit, Kultur und Sport.
1993 spendete Beisheim 50 Mio. Mark an die WHU – Otto Beisheim School of Management (ehemals WHU – Wissenschaftliche Hochschule für Unternehmensführung) in Vallendar (Rheinland-Pfalz). Im Gegenzug trägt die Hochschule seitdem seinen Namen. Die Geschichte der WHU, inklusive der Rolle der Beisheim Stiftungen bei ihrer Weiterentwicklung, wurde von Klaus Brockhoff in einem 2020 erschienenen Buch erforscht. Die Beisheim Stiftungen gehören auch heute noch zu den Hauptförderern der WHU.
Ein weiteres Stiftungsangebot in Höhe von 10 Mio. Euro an das Gymnasium Tegernsee vom Sommer 2005 unter der Bedingung der Umbenennung in „Otto-Beisheim-Gymnasium“ zog Beisheim zurück, nachdem das Lehrerkollegium des Gymnasiums am 10. November 2005 eine Art „Unbedenklichkeitsbescheinigung“ hinsichtlich Beisheims Rolle im Zweiten Weltkrieg verlangt hatte. Die Regierung von Oberbayern hob die Stiftung auf, sodass der Schule das Geld jedenfalls nicht zufallen konnte.
Die Fakultät Wirtschaftswissenschaften der Technischen Universität Dresden wurde von der Beisheim-Stiftung gefördert und nannte den vorher als Lesesaal genutzten, neu geschaffenen Festsaal im Rahmen der Verleihung der Ehrendoktorwürde 1993 Otto-Beisheim-Saal. Nachdem 2005 bekannt wurde, dass Beisheim von 1942 bis 1945 der Waffen-SS angehörte, führte dies 2011 zur Rücknahme der Raumbenennung.

## Auszeichnungen
- Eisernes Kreuz II. Klasse
- 1993: Doktor der Wirtschaftswissenschaften – ehrenhalber, der Technischen Universität Dresden[21]
- 1994: Großes Bundesverdienstkreuz[22]
- 2000: Bayerischer Verdienstorden
- 2003: Verdienstorden des Landes Berlin
- 2003: Ehrensenator der WHU[17]
- 2005: Ehrenring der WHU[17]
- 2005: Ehrenbürgerwürde aller fünf Talgemeinden des Tegernseer Tals
- 2008: Ehrendoktor der WHU[17]